# Ribeirão Lica
Der Ribeirão Lica ist ein etwa 55 km langer rechter Nebenfluss des Rio Ivaí im Nordwesten des brasilianischen Bundesstaats Paraná.

## Geografie

### Lage
Das Einzugsgebiet des Ribeirão Lica befindet sich auf dem Terceiro Planalto Paranaense (Dritte oder Guarapuava-Hochebene von Paraná).

### Verlauf
Sein Quellgebiet liegt im Munizip Guairaçá auf 426 m Meereshöhe etwa 4 km südwestlich des Hauptorts in der Nähe der Rodovia do Café (BR-376).
Der Fluss verläuft in südlicher Richtung. Nach etwa 10 km verlässt er Guairaçá und bildet auf den weiteren 10 km die Grenze zwischen den beiden Munizipien Amaporã und Planaltina do Paraná. Der restliche Verlauf liegt vollständig innerhalb des Munizips Amaporã. Er mündet auf 248 m Höhe von rechts in den Rio Ivaí. Er ist etwa 55 km lang.

### Munizipien im Einzugsgebiet
Am Ribeirão Lica liegen die drei Munizipien Guairaçá,  Amaporã und Planaltina do Paraná.